# سوزوپول
سوزوپول شهری در استان بورگاس کشور بلغارستان است که جمعیت آن در سال ۲۰۰۱ میلادی ۴٬۶۷۹ نفر بوده‌است.

## نگارخانه

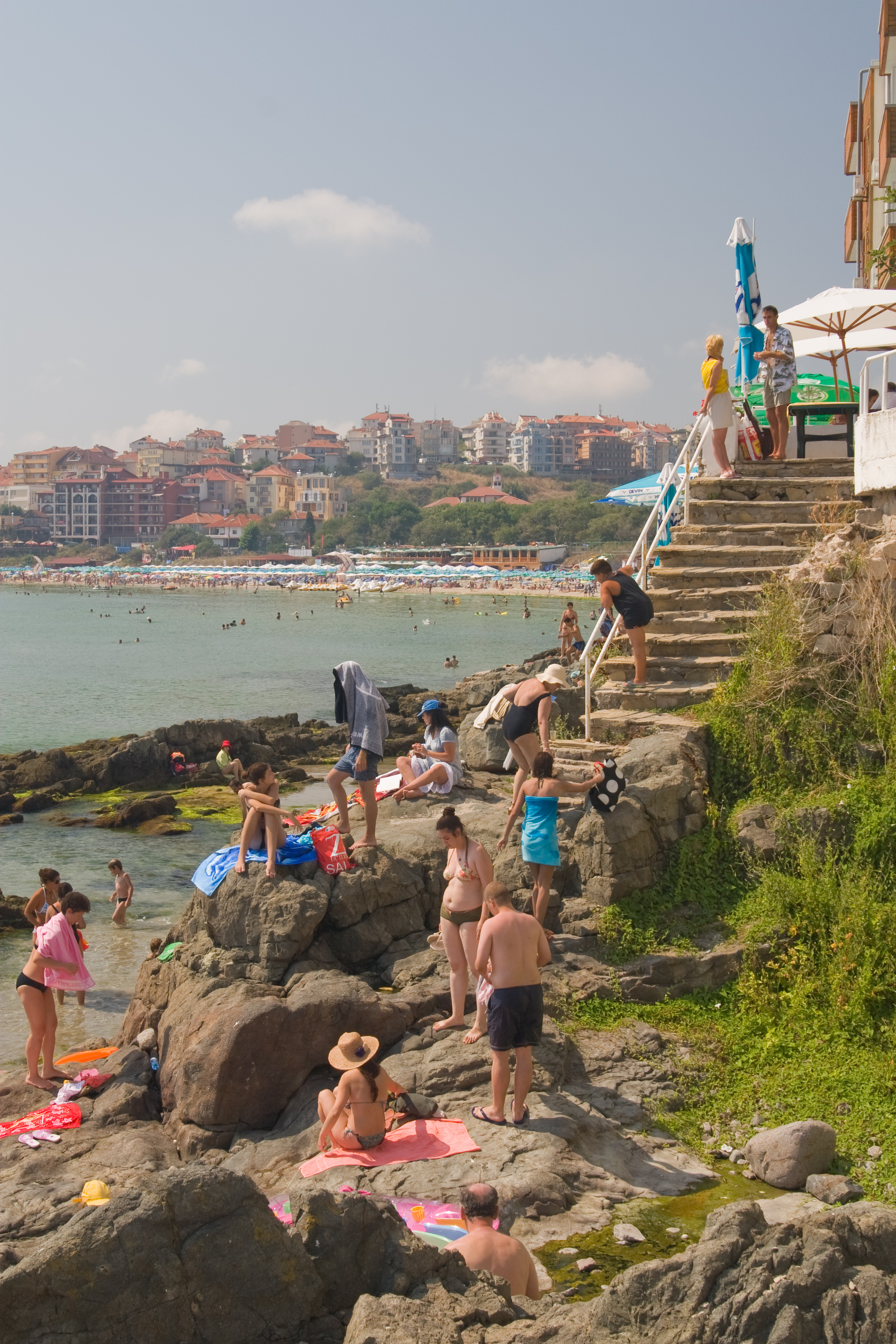
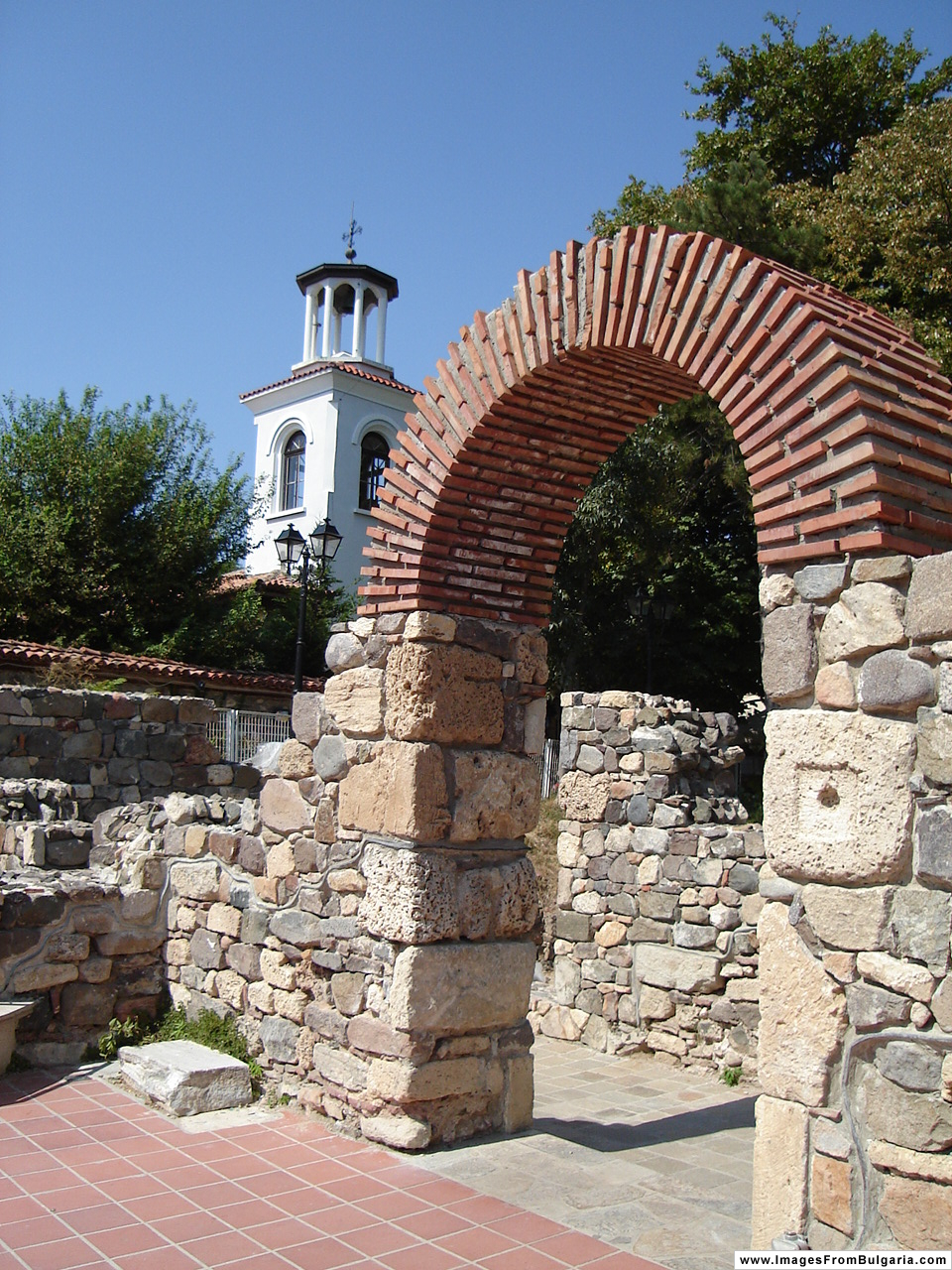
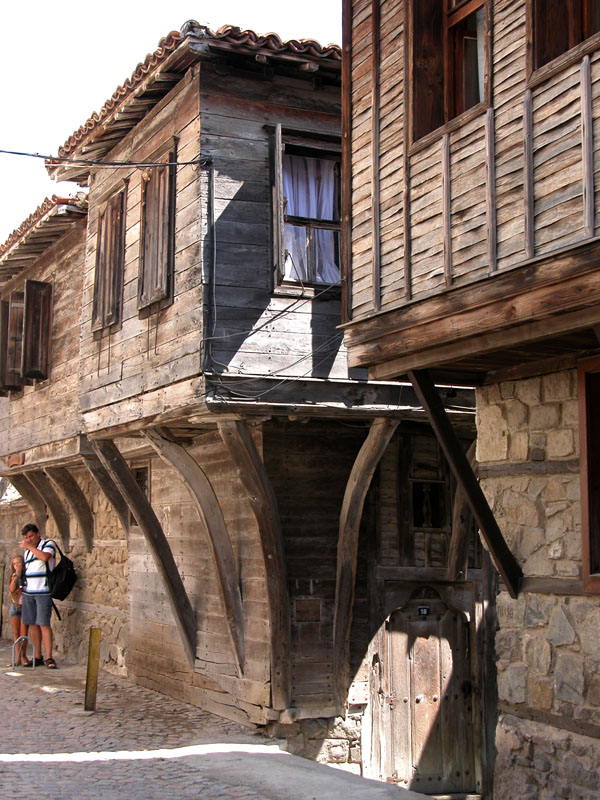
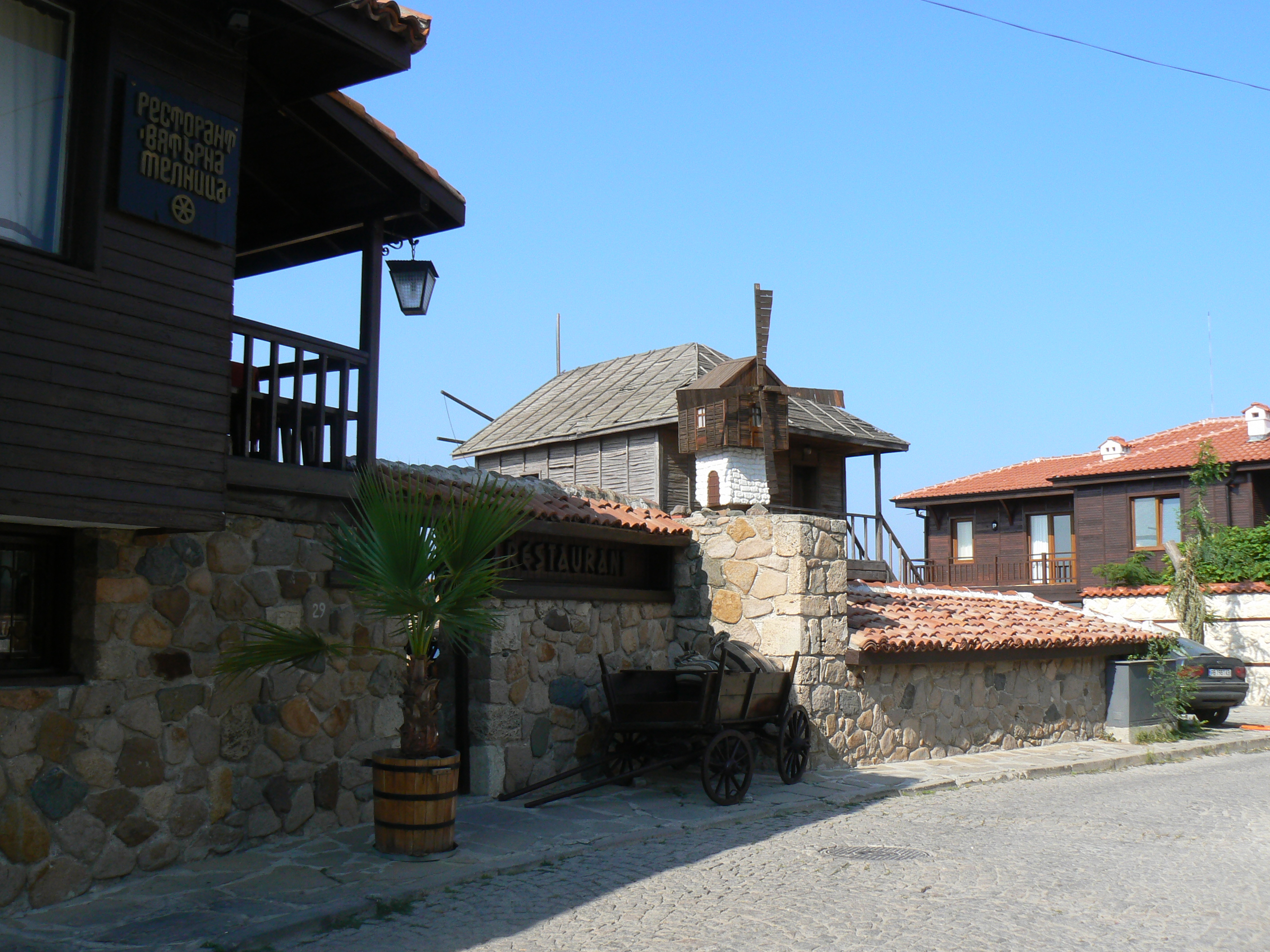
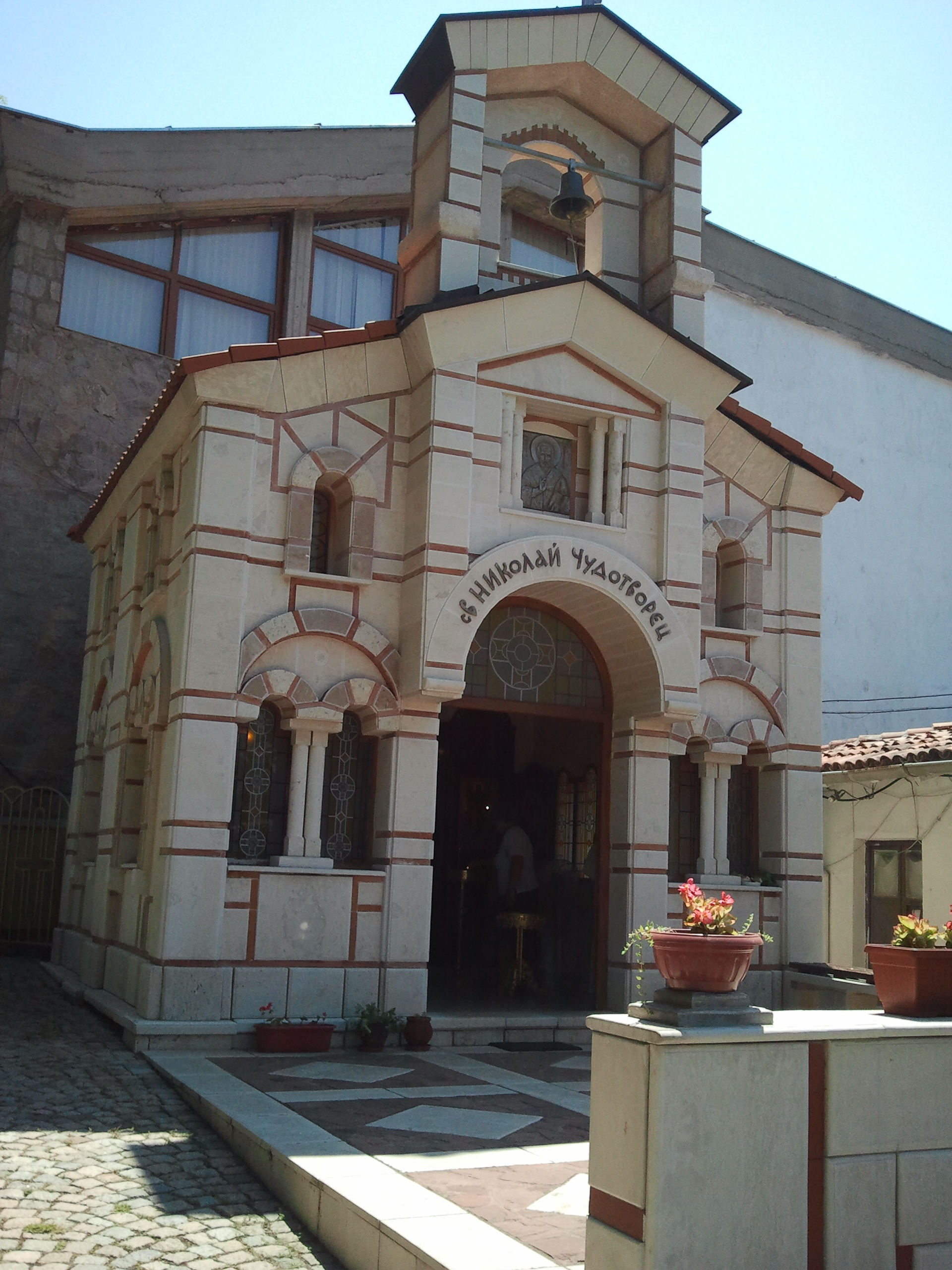
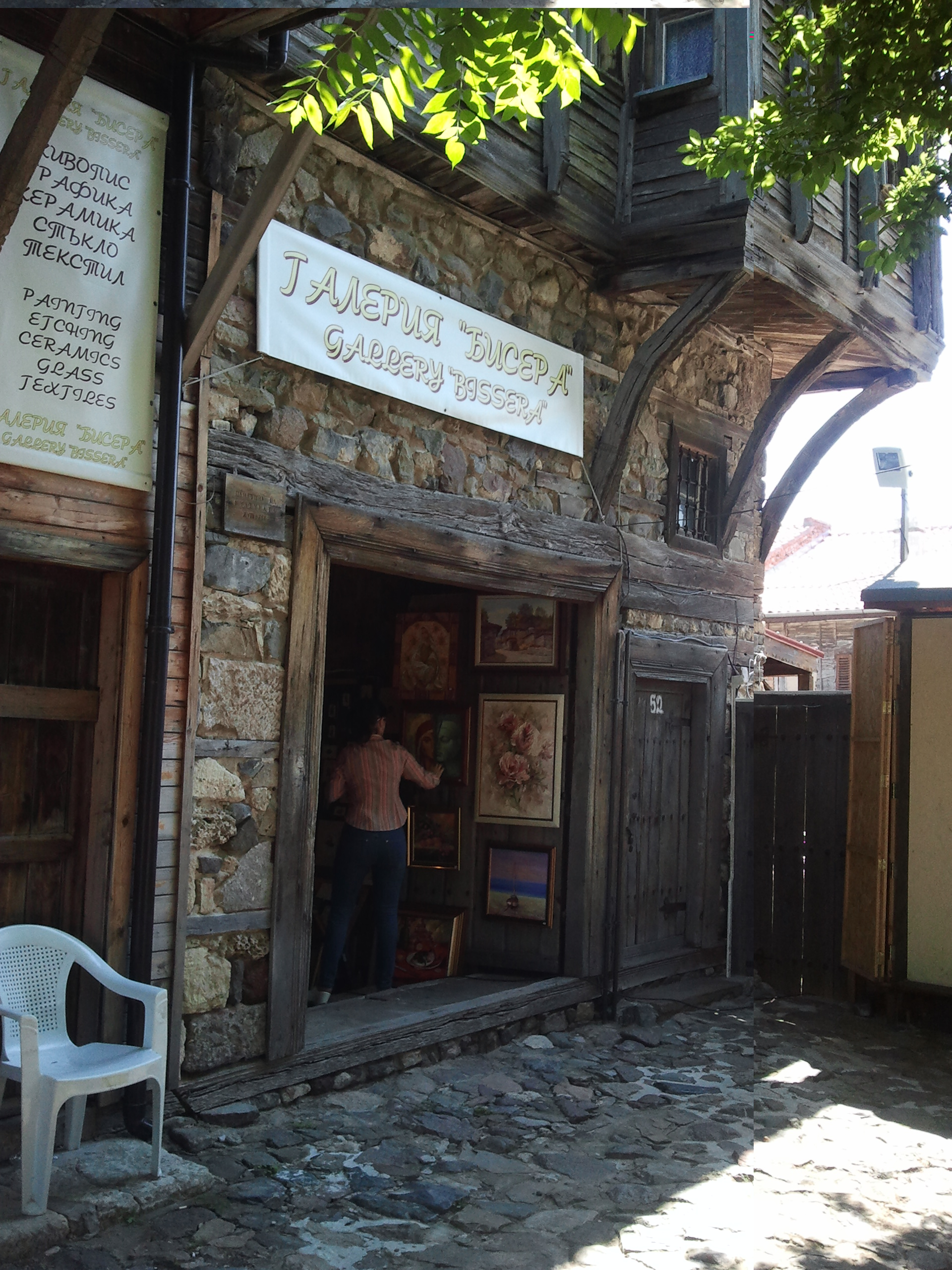